# Ivan Mamut
Ivan Mamut (n. 30 aprilie 1997, Split, Croația) este un fotbalist croat, care joacă pe post de atacant la Terengganu F.C.⁠(d) în Super Liga Malaezia.

## Carieră
Mamut și-a început cariera de seniori la HNK Hajduk Split.Mai târziu, Mamut a jucat la NK Hrvace și la NK Primorac 1929. În 2016, a semnat cu NK Inter Zaprešić, echipă din Liga croată,unde a jucat șaptezeci și două de meciuri și a înscris treisprezece goluri.